# Стёйвен, Яспер
Яспер Стёйвен (нидерл. Jasper Stuyven, род. 17 апреля 1992 в Лёвене, Бельгия) — бельгийский профессиональный шоссейный велогонщик, выступающий за команду мирового тура «Trek-Segafredo».

## Достижения
2009
1-й  Чемпионат мира U19 в групповой гонке
2010
1-й Париж — Рубе U19
2011
2-й Париж — Рубе U23
2012
1-й Этап 3 Каскейд Классик
2013
1-й  Вольта Алентежу
1-й  Очковая классификаця
1-й  Молодёжная классификаця
1-й Этап 2
1-й Этап 1 Тур де Бос
3-й Гран-при Ефа Схеренса
3-й Льеж — Бастонь — Льеж U23
2015
1-й Этап 8 Вуэльта Испании
2016
1-й Кюрне — Брюссель — Кюрне
5-й E3 Харелбеке
2017
2-й Кюрне — Брюссель — Кюрне
3-й БинкБанк Тур
1-й Этап 7
3-й Чемпионат Бельгии в групповой гонке
4-й Париж — Рубе
7-й Эшборн — Франкфурт
7-й Классика Гамбурга
8-й Омлоп Хет Ниувсблад
2018
1-й Гран-при Валлонии
1-й Гран-при Ефа Схеренса
2-й Классика Брюсселя
3-й Чемпионат Бельгии в групповой гонке
3-й Гран-при Квебека
3-й Чемпионат Фландрии
4-й Омлоп Хет Ниувсблад
5-й Париж — Рубе
6-й E3 Харелбеке
7-й Тур Фландрии
9-й Гент — Вевельгем
10-й БинкБанк Тур
1-й Этап 4
10-й Милан — Сан-Ремо
10-й Дварс дор Фландерен
2019
1-й  Тур Германии
2-й Гран-при Валлонии
3-й Тур де Еврометрополь
4-й Лондон — Суррей Классик
5-й Гран-при Квебека
5-й Классика Брюсселя
6-й Бенш — Шиме — Бенш
6-й Гран-при Фурми
2020
1-й Омлоп Хет Ниувсблад
5-й Кюрне — Брюссель — Кюрне

## Статистика выступлений

### Гранд-туры
| Гонка           | 2014 | 2015 | 2016 | 2017 | 2018 | 2019 |
| --------------- | ---- | ---- | ---- | ---- | ---- | ---- |
| Джиро д'Италия  | —    | —    | —    | 98   | —    | —    |
| Тур де Франс    | —    | —    | 99   | —    | 63   | 43   |
| Вуэльта Испании | 88   | НФ   | —    | —    | —    | —    |